# Orangeörad tangara
För fågelarten Anisognathus lacrymosus, se tårbergtangara
Orangeörad tangara (Chlorochrysa calliparaea) är en fågel i familjen tangaror inom ordningen tättingar.

## Utseende
Hane orangeörad tangara är mycket färgglad, med glittrande grön fjäderdräkt, på huvud och ovansida med blåaktig ton. Strupen är mörk. På halsen syns en orangefärgad fläck, liksom på övergumpen. I södra Peru och Bolivia har hanen också en bred safirblå strimma på undersidan. Honan och ungfågeln är mer färglöst tecknade, med mindre orange halsfläck. Det blå på undersidan är mer begränsat eller saknas helt.

## Utbredning och systematik
Orangeörad tangara förekommer i Anderna i Sydamerika, från Venezuela till Bolivia. Fågeln delas in i tre underarter med följande utbredning:
- calliparaea-gruppen
  - Chlorochrysa calliparaea bourcieri – förekommer i Andernas östsluttning i Venezuela (på gränsen mellan Mérida och Barina); centrala Colombia (östra Andernas västsluttning i Cundinamarca söderut till Magdalenadalens början i Huila); östra Andernas östsluttning i Colombia (norrut till Caquetá) söderut till centrala Peru (i syd till Huallagadalen i Huánuco)
  - Chlorochrysa calliparaea calliparaea – förekommer i Andernas östsluttning i sydcentrala Peru (Pasco söderut till Apurímadalen i västra Cuzco)
- Chlorochrysa calliparaea fulgentissima – förekommer i Andernas östslutning i söda Peru (från östra Cuzco) söderut till Bolivia (i syd till nordvästra Cochabamba)

Sedan 2016 urskiljer Birdlife International och naturvårdsunionen IUCN fulgentissima som den egna arten "blåstrupig tangara". 

## Levnadssätt
Orangeörad tangara hittas i molnskog. Den påträffas vanligen som en del av kringvandrande artblandade flockar i trädtaket.

## Status
IUCN hotkategoriserar underartsgrupperna (eller arterna) var för sig, båda som livskraftiga.